# Reußisches Kammerorchester

Logo des Reußischen Kammerorchesters

Das Reußische Kammerorchester e. V. ist ein Kammerorchester des Philharmonischen Orchesters Altenburg Gera und hat seinen Sitz in Gera.

## Geschichte
Vorgänger des Reußischen Kammerorchesters war das Kammerorchester der Bühnen der Stadt Gera, das in der Spielzeit 1960/61 vom 1. Konzertmeister Herbert Voigt und Mitgliedern des damaligen Sinfonieorchesters Gera gegründet wurde. 1989 erfolgte in Würdigung der Verdienste des Fürstenhauses Reuß jüngere Linie beim Bau und der Leitung des Reußischen Theaters die Umbenennung in Reußisches Kammerorchester und die Gründung eines gleichnamigen Vereins.
Künstlerische Leiter waren die Konzertmeister Herbert Voigt (1961 bis 1993), Alexander Bartha (1995 bis 2004) und Zsolt–Tihamér Visontay (2006 bis 2008). Geschäftsführender Vorstand war von 1993 bis 2014 Günter Gäbler und ist seit 2014 Robert Hartung.

## Konzerte
Jährlicher Höhepunkt in der Arbeit des Reußischen Kammerorchesters ist die verantwortliche Ausgestaltung eines Philharmonischen Konzertes im Theater Altenburg Gera mit seinen Spielorten Konzertsaal Gera und Landestheater Altenburg.
Darüber hinaus ist das Reußische Kammerorchester fester Bestandteil zahlreicher kirchenmusikalischer Veranstaltungen und Konzertreihen in der Region um Gera. Zu den regelmäßigen Konzertorten gehören Gera, Zeitz, Weida, Neustadt (Orla), Eisenberg, Pößneck, Saalfeld und Schloss Burgk.
Eine weitere enge Zusammenarbeit verbindet des Reußische Kammerorchester mit der Frauenkirche Dresden. So musizierte es 2005 in den ersten beiden Gottesdiensten zum Fest ihrer Weihe, in den ZDF-Neujahrsgottesdiensten der Jahre 2008, 2010 und 2011 und in zahlreichen Gottesdiensten und Sonntagsmusiken.
Gastspielreisen führten das Reußische Kammerorchester durch Deutschland, nach Bulgarien und Österreich.

## Gastdirigenten und Gastsolisten
Neben der Eigenschaft, dass das Reußische Kammerorchester Mitgliedern des Philharmonischen Orchesters Altenburg Gera regelmäßig die Gelegenheit zu solistischen Auftritten eröffnet, entwickelt es durch die Zusammenarbeit mit namhaften Gästen sein musikalisches Profil weiter.
Gastdirigenten waren Georg Fritzsch, Matthias Grünert, Michael Güttler, Dominik Beykirch und Werner Erhardt. Gastsolisten waren Gerhard Bosse, Karl Suske, Ludwig Güttler, Burkhard Glaetzner, Michael Sanderling, Michael Schönheit, Naji Hakim, Andreas Hartmann, Martin Funda und Daniel Hope. Außerdem begleitete das Reußische Kammerorchester den Thomanerchor Leipzig, den Dresdner Kreuzchor und den Kammerchor der Frauenkirche Dresden.

## Diskographie
- 2005: Antonín Dvořák – Zypressen und Nocturne H-Dur op. 40, Ottorino Respighi – Suite all’ antica per árchi e organo, Georg Fritzsch (Dirigent), Querstand
- 2013: Joseph Haydn – Messe Nr. 13 „Schöpfungsmesse“, Andreas Scheibner (Bass), Ute Selbig (Sopran), Matthias Grünert (Dirigent), Kammerchor der Frauenkirche Dresden, Rondeau Production
- 2016: Joseph Haydn – Messe Nr. 14 „Harmoniemesse“ und Symphonie Nr. 101, Ina Siedlaczek (Sopran), Bettina Ranch (Alt), Tobias Hunger (Tenor), Tobias Berndt (Bass), Kammerchor der Frauenkirche Dresden, Matthias Grünert (Dirigent), Rondeau Production
- 2017: Johann Melchior Molter – Sinfonias & Cantatas, Julia Sophie Wagner (Sopran), Andreas Knoop (Flöte), Werner Erhardt (Dirigent), Ersteinspielung, CPO
- 2021: Musik in Thüringen zur Beethovenzeit, Luigi Cherubini - Ouvertüre zu Fanisca, Franz Seraph Destouches - Ouvertüre zum Schauspiel Die Hussiten vor Naumburg im Jahr 1432, Johann Christian Heinrich Rinck - Fagottkonzert Nr. 1, Ludwig van Beethoven - Sinfonie Nr. 1; Roland Schulenburg (Fagott), Werner Ehrhardt (Dirigent), Rondeau Production